# Two and a Half Men (1.ª temporada)
A primeira temporada de Two and a Half Men, sitcom americana criada por Chuck Lorre e Lee Aronsohn, estreou no dia 22 de setembro de 2003 às 21h30 (ET/PT) nos EUA pelo canal CBS. No Brasil, a série estreou no dia 5 de Janeiro de 2004 pelo canal a cabo Warner Channel. O episódio piloto recebeu boas críticas e também uma indicação ao Artios Award na categoria de melhor elenco para TV - episódio piloto. 
Na semana do dia 1 de outubro de 2003, a série ficou na sétima posição na lista das dez séries mais assistidas de acordo pela Nielsen Ratings. Graças a isso a primeira temporada ganhou mais 23 episódios e a série ganhou mais uma temporada. O DVD desta temporada foi lançado no dia 12 de setembro de 2005 na Zona 2 e na Zona 1 no dia 11 de Setembro de 2007. No DVD, os extras incluídos são os erros de gravações, um tour pelos bastidores com Angus T. Jones e uma entrevista com os criadores e elenco de Two and a Half Men.

## Produção
A série se passa na cidade de Malibu, na região da Califórnia, mas mesmo assim, as filmagens se passam em Burbank, Los Angeles nos Estúdios Warner Brothers. No elenco estão os atores Charlie Sheen como Charlie Harper, Jon Cryer como Alan Harper, Angus T. Jones como Jake Harper, Holland Taylor como Evelyn Harper, Melanie Lynskey como Rose e Marin Hinkle como Judith Harper. 
A atriz Conchata Ferrell, durante esta temporada, fez algumas aparições mas a partir da segunda, ela começou a fazer parte do elenco principal. A canção-tema foi escrita pelo criador da série, Chuck Lorre. Lorre afirmou temporadas depois que a canção não era cantada por Sheen, Cryer e Jones como é mostrado na abertura. Ela foi interpretada por cantores profissionais, sendo que um deles foi pela atriz Elizabeth Daily (que provavelmente fez a voz de Jones).

## Escolha do elenco
Originalmente, a atriz Blythe Danner foi escalada para interpretar a personagem Evelyn Harper, mas quando ela começou a dar sugestões para as cenas, os produtores a demitiram. Um dos chefes constatou que ela é uma atriz maravilhosa, mas não para o personagem que escolheram. "Most Chicks Won't Eat Veal", o episódio piloto original, com Blythe Danner sendo Evelyn Harper não foi transmitido. De acordo com o Internet Movie Database, Charlie Sheen foi contratado porque os criadores o viram na série Spin City, o qual ele também interpretava um solteiro que tinha medo de assumir relações sérias.
Spin City se tornou um sucesso, e isso foi mais uma grande alavanca para a carreira de Sheen. Antes de trabalharem juntos na série, Jon Cryer e Charlie Sheen tinham feito o filme Hot Shots! em 1991 (assim como Ryan Stiles que apareceria na segunda temporada fazendo o Dr. Herb Melnick). Outras conexões entre os atores da série são que Charlie Sheen, Jon Cryer e Holland Taylor já tinham aparecido em algum filme do diretor John Hughes (Sheen foi em Ferris Bueller's Day Off, Cryer foi em Pretty in Pink e Taylor foi em She's Having a Baby), e que Jones, Ferrell, Taylor e Hinkle tinham feito uma participação especial na série ER.

## Elenco
Elenco principal
| Intérprte      | Personagem     | Episódios |
| -------------- | -------------- | --------- |
| Charlie Sheen  | Charlie Harper | 24        |
| Jon Cryer      | Alan Harper    | 24        |
| Angus T. Jones | Jake Harper    | 24        |

Elenco recorrente
| Intérprte        | Personagem    |
| ---------------- | ------------- |
| Conchata Ferrell | Berta         |
| Holland Taylor   | Evelyn Harper |
| Melanie Lynskey  | Rose          |
| Marin Hinkle     | Judith Harper |

## Prêmios e indicações
| Ano  | Resultado | Categoria                                             | Prêmio                     | Artista                                                                    |
| ---- | --------- | ----------------------------------------------------- | -------------------------- | -------------------------------------------------------------------------- |
| 2004 | Indicado  | Melhor Música Tema                                    | Emmy Awards                | Lee Aronsohn, Grant Geissman, Chuck Lorre                                  |
| 2004 | Indicado  | Melhor Fotografia para uma Série de Multi-câmera      | Emmy Awards                | Steven V. Silver pelo episódio "Camel Filters And Pheremones"              |
| 2004 | Indicado  | Melhor Direção de Arte para uma Série de Multi-câmera | Emmy Awards                | John Shaffner, Ann Shea pelo episódio "Alan Harper, Frontier Chiropractor" |
| 2004 | Ganhou    | Série Favorita                                        | People's Choice Award      | -                                                                          |
| 2004 | Indicado  | Melhor Série Familiar (Comédia ou Drama)              | Young Artist Awards        | -                                                                          |
| 2004 | Ganhou    | Melhor Performance em uma Série (Comédia ou Drama)    | Young Artist Awards        | Angus T. Jones                                                             |
| 2004 | Ganhou    | Série TOP                                             | ASCAP Award                | -                                                                          |
| 2005 | Indicado  | Melhor Ator em uma Série de Comédia                   | Screen Actors Guild Awards | Charlie Sheen                                                              |

## Episódios
| Nº na série | Nº na temporada | Título | Dirigido por     | Escrito por                                                                   | Exibição original       | Audiência (milhões) |
| --- | --------------- | --- | ---------------- | ----------------------------------------------------------------------------- | ----------------------- | ------------------- |
| 1 | 1               | "Pilot" "Piloto"                                                                                           | James Burrows    | Chuck Lorre e Lee Aronsohn                                                    | 22 de setembro de 2003  | 18.44               |
| Charlie é um bom compositor de jingles, sua vida é baseada em jogos de apostas e prostitutas, mas ele vê sua vida mudar depois que seu irmão Alan e seu sobrinho Jake chegam para morar com ele, após seu irmão se divorciar. Citação do título: Charlie, depois de Alan revelar que Judith é gay e que eles comeram vitela no restaurante. ("Most Chicks Won't Eat Veal" era o nome original do episódio piloto, com Blythe Danner no papel de Evelyn, ao invés de Holland Taylor. Mesmo assim, a fala permaneceu no episódio.)                            |                 | |                  |                                                                               |                         |                     |
| 2 | 2               | "Big Flappy Bastards" "Ímbecis de Asas"                                                                    | Andy Ackerman    | História: Chuck Lorre e Lee Aronsohn Roteiro: Eddie Gorodetsky e Jeff Abugov  | 29 de setembro de 2003  | 16.18               |
| Sem saber como educar Jake corretamente, Charlie o ignora quando a criança se esquece de parar de dar de comer às gaivotas e deixa a porta aberta. O resultado é um bando de pássaros invadindo a casa. Citação do título: Charlie, descrevendo as gaivotas enquanto se prepara para expulsá-las do quarto de Jake. |                 | |                  |                                                                               |                         |                     |
| 3 | 3               | "Go East on Sunset Until You Reach the Gates of Hell" "Vá para o Inferno"                                  | Andy Ackerman    | História: Chuck Lorre e Don Foster Roteiro: Lee Aronsohn e Mark Roberts       | 6 de outubro de 2003    | 14.82               |
| Quando Alan falha em organizar um fim de semana divertido entre pai e filho, Charlie tenta consolar o irmão levando-o a um bar local e embebedando-o. Citação do título: Charlie, explicando para o motorista de táxi a localização fictícia da casa de Evelyn. |                 | |                  |                                                                               |                         |                     |
| 4 | 4               | "If I Can't Write My Chocolate Song, I'm Going to Take a Nap" "Se Não Dá pra Compor, Vou Tirar Uma Soneca" | Andy Ackerman    | História: Chuck Lorre e Lee Aronsohn Roteiro: Susan Beavers e Don Foster      | 13 de outubro de 2003   | 14.73               |
| Berta, faxineira de longa data de Charlie, pede demissão, fazendo-o perceber rapidamente que precisa dela. Alan tenta substitui-la, mas não consegue. Citação do título: Charlie, depois de perder a inspiração porque seu piano estava cheirando a detergente de limão. |                 | |                  |                                                                               |                         |                     |
| 5 | 5               | "The Last Thing You Want to Do Is Wind Up with a Hump" "Quer Acabar Corcunda?"                             | Andy Ackerman    | História: Chuck Lorre e Lee Aronsohn Roteiro: Eddie Gorodetsky e Jeff Abugov  | 20 de outubro de 2003   | 15.24               |
| Após se embebedar em Las Vegas, Charlie vai, relutante, a uma partida de futebol de Jake. Alan e Charlie rapidamente percebem vantagens de comparecer aos jogos. Citação do título: Alan, enquanto faz uma massagem nas costas de uma das mães do futebol. |                 | |                  |                                                                               |                         |                     |
| 6 | 6               | "Did You Check with the Captain of the Flying Monkeys?" "Você Procurou Direito?"                           | Andy Ackerman    | História: Chuck Lorre e Lee Aronsohn Roteiro: Susan Beavers e Don Foster      | 27 de outubro de 2003   | 15.82               |
| Charlie revê seus conceitos sobre como tratar as mulheres quando ele, Alan e Jake são forçados a animar Evelyn, arrasada após o novo namorado terminar com ela. Citação do título: Charlie, sugerindo o que fazer depois que Alan o avisa que Evelyn está desaparecida. |                 | |                  |                                                                               |                         |                     |
| 7 | 7               | "If They Do Go Either Way, They're Usually Fake" "Se Vão para o Mesmo Lado, São Falsos"                    | Andy Ackerman    | História: Chuck Lorre e Don Foster Roteiro: Lee Aronsohn e Mark Roberts       | 3 de novembro de 2003   | 16.02               |
| Cindy, uma linda amiga de Charlie, costuma tomar banho na casa dele após surfar. Jake vê uma tatuagem de borboleta no traseiro seminu de Cindy e faz um desenho disso. Citação do título: Charlie, descrevendo implantes de seios para o Jake enquanto os dois assistem surfistas de biquíni na praia. |                 | |                  |                                                                               |                         |                     |
| 8 | 8               | "Twenty-Five Little Pre-pubers Without a Snootful" "Vinte e Cinco Pré-Adolescentes"                        | Chuck Lorre      | História: Chuck Lorre e Lee Aronsohn Roteiro: Eddie Gorodetsky e Jeff Abugov  | 10 de novembro de 2003  | 15.81               |
| Quando Alan e Judith discutem no ensaio de uma peça que Jake e os colegas de sala estão ensaiando, Charlie é obrigado a vigiar sozinho uma turma de alunos do quinto ano. Citação do título: Charlie, com medo de encarar as crianças da sala de aula de Jake. |                 | |                  |                                                                               |                         |                     |
| 9 | 9               | "Phase One, Complete" "Fase Um, Concluída"                                                                 | Andy Ackerman    | História: Chuck Lorre e Lee Aronsohn Roteiro: Susan Beavers e Don Foster      | 17 de novembro de 2003  | 15.98               |
| Charlie perde o sono quando Wendy (Myndy Crist), o seu mais novo caso, passa mais de uma noite na sua vida. Wendy é uma pessoa tão gentil, carismática e maravilhosa que logo conquista a confiança de todos. Ela leva Jake para andar de patins, vai ao cinema com o garoto e até cozinha o jantar para toda a família. Charlie acredita que a moça é uma pessoa maquiavélica e que tudo que ela está fazendo faça parte de um plano macabro para fisgá-lo. Citação do título: Rose, depois que Charlie diz que acredita que ela e Alan são apenas amigos. |                 | |                  |                                                                               |                         |                     |
| 10 | 10              | "Merry Thanksgiving" "Feliz Ação de Graças"                                                                | Jay Sandrich     | Chuck Lorre e Lee Aronsohn                                                    | 24 de novembro de 2003  | 17.14               |
| Charlie descobre que Lisa, sua ex-namorada favorita, está prestes a se casar. Ele resolve, então, provar para ela que se tornou um homem de família melhor do que o noivo dela. Citação do título: Charlie, cumprimentando Lisa quando ela chega para o jantar de Ação de Graças. |                 | |                  |                                                                               |                         |                     |
| 11 | 11              | "Alan Harper, Frontier Chiropractor" "Banho de Loja"                                                       | Robert Berlinger | História: Chuck Lorre e Don Foster Roteiro: Lee Aronsohn e Mark Roberts       | 15 de dezembro de 2003  | 14.77               |
| Charlie e Jake convencem Alan a fazer uma mudança radical, com um novo corte de cabelo e uma nova namorada, quando acham que Judith está superando o término. Citação do título: A lista de nomes de super-herói que Alan dá para si mesmo enquanto está no bar com Charlie. A fala não foi dita, mas está implícito que esse seria seu novo nome de super-herói depois de sua "transformação". |                 | |                  |                                                                               |                         |                     |
| 12 | 12              | "Camel Filters and Pheromones" "Cigarros e Feromônios"                                                     | Robert Berlinger | História: Chuck Lorre e Lee Aronsohn Roteiro: Susan Beavers e Mark Roberts    | 5 de janeiro de 2004    | 16.75               |
| Quando Berta, faxineira de Charlie, leva Prudence (Megan Fox), a neta sexy e rebelde de 16 anos, à casa de Charlie, Jake se apaixona perdidamente por ela. Enquanto isso, Charlie e Alan tentam reprimir o interesse na menor de idade que adora flertar. Citação do título: Berta, descrevendo o cheiro de Prudence para Jake. |                 | |                  |                                                                               |                         |                     |
| 13 | 13              | "Sarah Like Puny Alan" "Falta de Sorte"                                                                    | Robert Berlinger | História: Chuck Lorre Roteiro: Lee Aronsohn e Don Foster                      | 12 de janeiro de 2004   | 17.86               |
| Alan tem medo de Charlie pegar a gripe contagiosa de Jake, mas quem fica doente é Alan. Jake melhora e Charlie continua bem. Citação do título: Alan, imitando uma garota que ele conheceu em um encontro duplo com Charlie. |                 | |                  |                                                                               |                         |                     |
| 14 | 14              | "I Can't Afford Hyenas" "Dureza"                                                                           | Rob Schiller     | História: Chuck Lorre e Lee Aronsohn Roteiro: Eddie Gorodetsky e Jeff Abugov  | 2 de fevereiro de 2004  | 16.48               |
| Quando Charlie descobre que seu crédito já era e que as dívidas estão atrasadas, percebe que Stan, seu contador, é um incompetente. Citação do título: Charlie, percebendo que ele não consegue comprar tudo o que ele quer. |                 | |                  |                                                                               |                         |                     |
| 15 | 15              | "Round One to the Hot Crazy Chick" "Um a Zero pra Doida"                                                   | Andrew D. Weyman | Chuck Lorre e Lee Aronsohn                                                    | 9 de fevereiro de 2004  | 16.96               |
| Charlie e Alan veem Frankie (Jenna Elfman), uma mulher sexy, mas aparentemente louca, amassando um carro com um taco de beisebol. Apesar dos avisos de Alan, Charlie fica completamente louco por ela. Citação do título: Charlie, depois que Frankie diz que não fará sexo com ele. |                 | |                  |                                                                               |                         |                     |
| 16 | 16              | "That Was Saliva, Alan" "Era Saliva, Alan"                                                                 | Andrew D. Weyman | Chuck Lorre e Lee Aronsohn                                                    | 16 de fevereiro de 2004 | 17.39               |
| Por estar super a vontade com Alan e Charlie, Frankie resolve contar tudo sobre seu passado. Tal fato faz com que Charlie perca o interesse pela moça e quer que ela vá embora de sua casa. Já Alan, depois de conhecer sua história, quer ajudá-la. Citação do título: Charlie, depois que Alan explica os seus sentimentos por Frankie. |                 | |                  |                                                                               |                         |                     |
| 17 | 17              | "Ate the Hamburgers, Wearing the Hats" "Não Tira o Boné"                                                   | Andrew D. Weyman | História: Jeff Abugov e Eric Lapidus Roteiro: Eddie Gorodetsky e Mark Roberts | 23 de fevereiro de 2004 | 16.48               |
| Charlie fica ofendido quando Alan decide escolher os primos malucos deles como guardiões de Jake no caso de ele e Judith morrerem. Mais tarde, Alan precisa sair e deixa Jake aos cuidados de Charlie. Citação do título: Charlie, tentando esconder que Jake está com uma cicatriz de um acidente jogando basquete. |                 | |                  |                                                                               |                         |                     |
| 18 | 18              | "An Old Flame with a New Wick" "Velhos Amores"                                                             | Andrew D. Weyman | História: Chuck Lorre e Don Foster Roteiro: Lee Aronsohn e Mark Roberts       | 1 de março de 2004      | 17.10               |
| Charlie fica chocado ao descobrir que uma moça com quem ele ficou uma vez, chamada Jill, é agora um homem, chamado Bill (Chris O'Donnell). Citação do título: Berta, falando sobre a ex-namorada de Charlie que fez uma cirurgia de mudança de sexo. |                 | |                  |                                                                               |                         |                     |
| 19 | 19              | "I Remember the Coatroom, I Just Don't Remember You" "Não Me Lembro de Você"                               | Gail Mancuso     | História: Chuck Lorre e Lee Aronsohn Roteiro: Eddie Gorodetsky e Don Foster   | 22 de março de 2004     | 16.43               |
| Liz (Teri Hatcher), irmã sexy, porém sinistra de Judith, decide comparecer ao aniversário de 11 anos de Jake. Alan pede a Charlie, que havia transado com Liz no armário de casacos durante o casamento de Judith e Alan, para se comportar. Citação do título: Liz, depois que Charlie a pergunta se ela se lembra quando os dois ficaram juntos durante a recepção do casamento de Alan e Judith. |                 | |                  |                                                                               |                         |                     |
| 20 | 20              | "Hey, I Can Pee Outside in the Dark" "Xixi no Escuro"                                                      | Gary Halvorson   | História: Chuck Lorre e Lee Aronsohn Roteiro: Jeff Abugov e Mark Roberts      | 19 de abril de 2004     | 14.58               |
| Jake se torna um músico melancólico enquanto toca "Smoke on the Water" sem parar na guitarra, sempre de mau humor. Para animá-lo, Alan tenta bater um papo entre pai e filho. Citação do título: Alan, depois que Charlie descobre que ele via um terapeuta quando criança. |                 | |                  |                                                                               |                         |                     |
| 21 | 21              | "No Sniffing, No Wowing" "Sem Gracinhas"                                                                   | Rob Schiller     | História: Lee Aronsohn e Susan Beavers Roteiro: Chuck Lorre e Don Foster      | 3 de maio de 2004       | 16.20               |
| Quando Judith fica preocupada se Charlie seria má influência para Jake, Alan leva o irmão para conhecer Laura (Heather Locklear), sua sexy e determinada advogada de divórcio. Citação do título: Alan, dando instruções rígidas para Charlie não se envolver com a advogada. |                 | |                  |                                                                               |                         |                     |
| 22 | 22              | "My Doctor Has a Cow Puppet" "Terapia Familiar"                                                            | Gail Mancuso     | História: Lee Aronsohn e Don Foster Roteiro: Chuck Lorre e Eddie Gorodetsky   | 10 de maio de 2004      | 16.01               |
| Alan acaba cedendo quando Judith exige que levem Jake à terapia todas as semanas, pois é a moda entre os pais divorciados. Mas ele não percebe que também anda tendo problemas. Citação do título: Jake, contando a Evelyn sobre a sua terapeuta. |                 | |                  |                                                                               |                         |                     |
| 23 | 23              | "Just Like Buffalo" "Como Búfalos"                                                                         | Rob Schiller     | História: Chuck Lorre e Susan Beavers Roteiro: Lee Aronsohn e Don Foster      | 17 de maio de 2004      | 15.20               |
| Quando Jake repete um comentário machista de Charlie na frente do grupo de apoio de Judith, as mulheres decidem que a casa de Charlie não é um bom ambiente para o menino. Citação do título: Charlie, descrevendo as mulheres do grupo de apoio de Judith. |                 | |                  |                                                                               |                         |                     |
| 24 | 24              | "Can You Feel My Finger?" "Visita ao Urologista"                                                           | Rob Schiller     | Chuck Lorre e Lee Aronsohn                                                    | 24 de maio de 2004      | 18.20               |
| Uma das várias ficantes de Charlie teme estar grávida. Quando Alan percebe que não foi o primeiro susto de Charlie relacionado à gravidez, ele sugere uma solução permanente: uma vasectomia. Citação do título: Dr. Sperlock, garantindo que o anestésico estava funcionando. |                 | |                  |                                                                               |                         |                     |